# Milan Rakić
Milan Rakić (Милан Ракић), född 18 september 1876 i Belgrad, död 30 juni 1938 i Zagreb, var en serbisk skald.
Rakić, som var tjänsteman i serbiska utrikesdepartementet, ansågs jämte Jovan Dučić vara sin tids främste lyriker i Serbien. Han utgav Pesme (1903) och Nove pesme (1912) med fina stämningsbilder från Kosovo, där han till Balkankrigets utbrott var konsul i Pristina. Rakic utsågs i december 1917 till sitt lands förste diplomatiska sändebud i Stockholm.